# Vagif Mustafazade
Vagif Mustafazade (en azerí: Vaqif Mustafazadə; 16 de marzo de 1940-16 de diciembre de 1979) fue un músico azerbaiyano de jazz, pianista y compositor. Según los famosos músicos de jazz Vagif Mustafazade es "el arquitecto de jazz en Azerbaiyán".

## Biografía
Vagif Mustafazade nació en  Ciudad Vieja (Bakú) - el núcleo histórico de  Bakú en el año de 1940. Su madre era profesora de piano en la escuela local de música y jugó un papel muy influyente en su éxito.
En 1963 él se graduó en la Escuela de Música de Bakú en nombre de Asaf Zeynally y al año siguiente ingresó al Conservatorio Estatal de Azerbaiyán. Él adquirió fama por primera vez en la Escuela de Música de Bakú. En los primeros años él principalmente tocaba jazz clásico como  blues  y la música dance.

## Prohibición soviética
Durante los años 1940 y 1950 la música de jazz fue prohibida en la URSS. No había oportunidad de obtener registros de jazz desde cualquier lugar. Vagif Mustafazade escuchaba y aprendía la música de jazz de las películas y de la radio BBC.

## Popularidad y reconocimiento
En los años 1960 se levantó la prohibición sobre la música de jazz y Bakú se convirtió en el centro real de la música de jazz. Desde entonces su nombre se mencionó a menudo entre otros músicos de jazz y él participó en los festivales.
En 1966  Willis Conover –el conductor del  programa radiofónico “Jazz Time” decía sobre él - "Vagif Mustafazade es un extraordinario pianista. Es imposible de identificar su igual. Es el más lírico pianista que jamás he conocido”.
En 1965 dejó el conservatorio y fue a Tbilisi para dirigir el conjunto musical "Orero". Después creó el trío de jazz “Qafqaz” en la Filarmónica Estatal de Georgia. En 1970  el cuarteto de las mujeres “Leyli” y en 1971 el conjunto vocal e instrumental “Sevil” fue organizado por él. Entre 1977 y 1979 él dirigió el conjunto instrumental “Mugham”. Vagif Mustafazade participó en el Festival de Jazz de  URSS - "Tallinn-66" y el Festival de Jazz en  Azerbaiyán -"Caz-69"  y fue galardonado como laureado de estos festivales. Él también fue elegido como laureado en  Donetsk  en el Festival de Jazz de  URSS  en 1977 y como el mejor pianist en "Tbilisi-78". En el año de 1978 él ganó el primer premio en la 8ª Competición Internacional de Compositores de Jazz para su composición "Esperando a Aziza" en  Mónaco.

## Jazz Mugham
Vagif Mustafazade es el fundador del movimiento de jazz mugham de Azerbaiyán a finales de los años 1960 y 1970 en Bakú.

## Fallecimiento
Vagif Mustafazade murió de un ataque del corazón poco después de un concierto en Tashkent.

## Vida personal
Vagif Mustafazade se casó dos veces; de su primer matrimonio tenga una hija- Lala, una talentosa pianista de música clásica. En el año 1991 ella ganó el Gran Premio en la Competición de Piano de Epinal en Francia. De su segundo matrimonio con Eliza tenga una hija - Aziza Mustafa Zadeh. Ella es la famosa música de jazz.

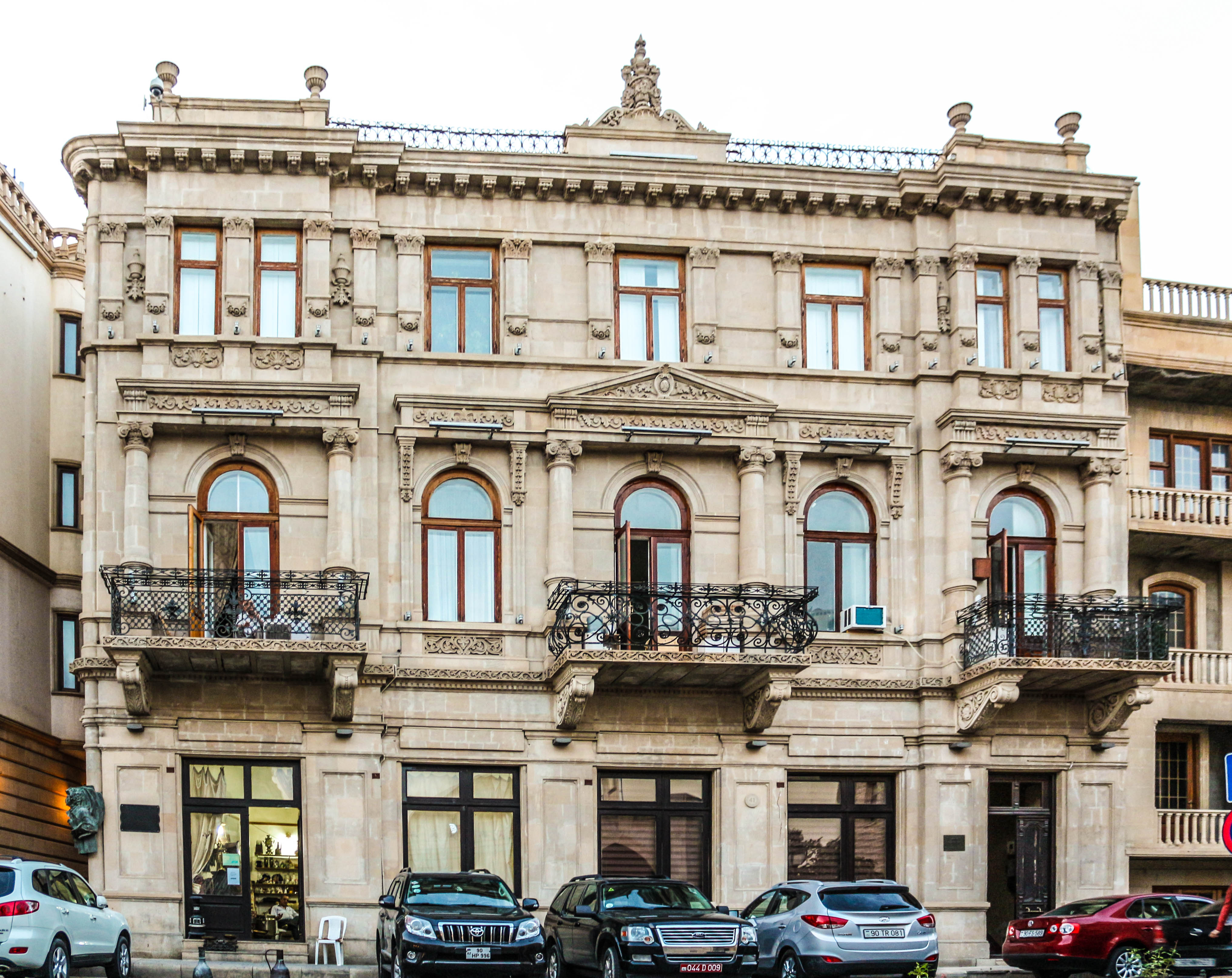

## Casa Museo
La Casa Museo de Vagif Mustafazade fue establecida por el exministro de Cultura Polad Bulbuloglu. Primero el museo estuvo gestionado por la madre de jazzista Zivar khanum. Desde 1997 la casa museo está gestionada por su sobrina Afag Aliyeva. En el año 2004 el edificio del museo restauró. Desde el principio del año 2004 el museo funciona como el museo estatal bajo el control del Ministerio de Cultura de República de Azerbaiyán.